# Олдман (река)
Олдман (енгл. Oldman River) је река која протиче крајњим југом канадске провинције Алберта. 
Извире у канадском делу Стеновитих планина из једног глечера на надморској висини од 2.100 метара. Од извора тече ка истоку у дужини од 363 км и код села Граси Лејк спаја се са реком Боу чинећи тако Јужни Саскачеван. Укупна површина басена је 26.700 км² а просечан проток је 95 м³/сек. Просечан пад је 3,86 м/км тока. У горњем току то је типична планинска река са бројним каскадама и брзацима, а у доњем току поприма равничарски карактер.
Најважније насеље на њеним обалама је град Летбриџ.
Река је богата рибом, а доминирају калифорнијска пастрмка, поточна пастрмка, штука, језерска јесетра и разне врсте шарана.